# Всероссийская академия внешней торговли
«Всероссийская академия внешней торговли Министерства экономического развития Российской Федерации» (Всероссийская академия внешней торговли, ВАВТ Минэкономразвития России) — высшее учебное заведение в Москве, занимающееся подготовкой специалистов для внешнеэкономической деятельности. Основана в 1931 году. 

## История

### 1931—1991
Всесоюзная академия внешней торговли основана в 1931 году в целях подготовки руководящих работников и специалистов в области внешней торговли при непосредственном участии Анастаса Микояна, занимавшего тогда пост Народного Комиссара внешней и внутренней торговли СССР, позднее — народного комиссара снабжения. Академия была подведомственна Совету народных комиссаров СССР. Первым директором академии (1931—1937) был Стоковский Мариан Людвикович. В 1939 году академии предоставлен статус высшего учебного заведения для подготовки лиц с высшим образованием по специальности «Международные экономические отношения».
В 1964 году в академии, наряду с факультетом экономистов внешней торговли, создан факультет экономистов-международников (ФЭМ) с целью подготовки кадров для работы в международных организациях системы ООН. В 1969 году при академии начал функционировать факультет повышения квалификации, который в 1980-е годы преобразован в Институт повышения квалификации и позже стал основной базой для создания Московского института международного бизнеса. В 1973 году в академии образован факультет внешних экономических связей, готовящий кадры для участия в программах экономического и технического содействия СССР зарубежным странам. В 1988 году открыта аспирантура и создан Совет по защите кандидатских диссертаций. В 1990 году на базе факультета экономистов внешней торговли и факультета внешних экономических связей создан международный коммерческий факультет (МКФ).

### После 1991 года
В 1992 году академия была переименована во Всероссийскую академию внешней торговли.
В 1994 году в связи с введением нового классификатора специальностей Академия перешла на обучение по специальности «Мировая экономика». В соответствии с принятием «Положения о федеральной государственной службе» Академия начала подготовку государственных служащих, занятых вопросами управления ВЭД и развития международного экономического и научно-технического сотрудничества на федеральном и региональном уровнях. На базе факультета экономистов-международников создан факультет государственной и международной внешнеэкономической службы. В 1994 году открыт Дальневосточный филиал ВАВТ в Петропавловске-Камчатском.
В 1996 году ВАВТ Минэкономразвития России начал обучение по специальности «Мировая экономика» на базе полного среднего образования по дневной и вечерней форме обучения. Создан студенческий Факультет экономистов-международников. В 1996 году создан факультет профессиональной переподготовки и повышения квалификации специалистов с высшим образованием для работы в области внешнеэкономической деятельности. Создан факультет бакалавров по направлениям «Менеджмент» и «Экономика». По направлению «Экономика» начато обучение по дневной форме и в форме экстерната. В 1997 году Академия получила лицензию на открытие специальности Юриспруденция. Образован Международно-правовой факультет] (МПФ), началось обучение слушателей на базе высшего образования (вечернее отделение). В 1999 году на МПФ началось обучение на базе полного среднего образования (дневное отделение). В 2000 году Академия начала осуществлять профессиональную переподготовку по программе «Мастер делового администрирования» (англ. MBA). Создан Совет по защите докторских диссертаций. В 2001 году открыт набор на факультет внешнеторгового менеджмента по направлению «Менеджмент» с дневной формой обучения и в форме экстерната. В мае 2010 года образован Факультет Финансов, позднее переименованный в Факультет международных финансов (ФМФ), выделенный из Факультета экономистов-международников](ФЭМ).
В 2014 году агентство «Эксперт РА» присвоило вузу рейтинговый класс «D», означающий «приемлемый уровень» подготовки выпускников.
В 2015 году начали реализацию программы магистратуры по очной форме обучения. По направлениям Экономика программы Внешнеэкономическая деятельность и Финансы в международном бизнесе], по направлению Юриспруденция профили Международное экономическое право и Правовое регулирование международной коммерческой деятельности.
В 2016 году Академия вошла в число учредителей Российско-Французского университета], а также в соответствии с приказом Минэкономразвития России № 979 от 25 декабря 2015г. к ВАВТ Минэкономразвития России были присоединены Федеральное государственное бюджетное научно-исследовательское учреждение «Совет по изучению производительных сил» и Федеральное бюджетное научное учреждение «Институт макроэкономических исследований». Осуществлен набор на 1 курс на образовательные программы высшего образования по образовательным стандартам, самостоятельно разработанным и утвержденным Академией, по направлениям 38.03.01, 38.04.01 «Экономика», 38.03.02, 38.04.02 «Менеджмент», 40.03.01, 40.04.01 «Юриспруденция».
В 2017 году совместно с Департаментом образования г.Москвы ВАВТ Минэкономразвития начинает реализацию проекта "Университетские субботы в ВАВТ", в рамках которых проходят открытые занятия по юриспруденции для школьников Москвы. Открылась совместная с МИФИ программа магистратуры для подготовки высококвалифицированных кадров для нужд ГК «Росатом» «Физика и экономика ядерных энергетических технологий»].
В 2018 году были открыты новые программы подготовки бакалавриата по направлениям 38.03.01 Экономика «Международные финансы», «Международное сотрудничество с Китаем», по направлению 38.03.02 «Управление внешнеэкономической деятельностью» и «Корпоративный менеджмент в международном бизнесе».
В 2019 году Минэкономразвития России и Всероссийская академия внешней торговли в рамках реализации национального проекта "Производительность труд и поддержка занятости" открыли набор на программу обучения управленческих кадров «Лидеры производительности».
В 2020 году началась реализация программы двух дипломов для студентов, обучающихся по профилю «Международное сотрудничество с Китаем» Факультета экономистов-международников c Пекинским объединённым университетом
В 2021 году Академия вошла в Российско-китайскую ассоциацию экономических университетов (ASREU).

## Структура
В состав ВАВТ входят 16 кафедр, 5 факультетов], Бизнес-школа ВАВТ, Высшая коммерческая школа ВАВТ, Центр фундаментальных научных исследований, Центр стратегических исследований внешнеторговой политики России.
- Факультет экономистов-международников (ФЭМ)
- Факультет международных финансов (ФМФ)
- Международно-правовой факультет (МПФ)
- Факультет внешнеторгового менеджмента (ФВМ)
- Факультет международного бизнеса (ФМБ)

## Образование
Академия ведет подготовку по программам бакалавриата], магистратуры] и аспирантуры по направлениям экономика, менеджмент и юриспруденция. На каждой программе бакалавриата предусмотрено обязательное изучение двух иностранных языков. На сегодняшний момент в Академии доступно для выбора 10 языков: английский, немецкий, французский, испанский, итальянский, португальский, китайский, корейский, вьетнамский и арабский.
Бизнес-школа ВАВТ – одна из 15 школ России, имеющая право на реализацию программ MBA, существующая уже более 20 лет. В рамках неё реализуется 6 программ MBA, Executive MBA и DBA.
Указами Президента России от 05.08.2015 № 398 и 05.07.2021 № 405 ВАВТ Минэкономразвития России была внесена в перечень федеральных государственных образовательных организаций высшего образования, которые вправе разрабатывать и утверждать самостоятельно повышенные образовательные стандарты по всем уровням высшего образования.

## Международное сотрудничество
Международное сотрудничество является неотъемлемой частью деятельности академии, целью которого является дальнейшая интеграция ВАВТ Минэкономразвития России в мировое образовательное и научное пространство. Эта работа осуществляется в рамках программ сотрудничества с ведущими зарубежными университетами, реализации международных образовательных проектов, организации научно-практических семинаров и конференций, обмена преподавателями и студентами.
Обучение в ВАВТ Минэкономразвития России предоставляет студентам возможность не только получить диплом о высшем образовании, но и подготовить студентов ВАВТ к:
- Сдаче Кембриджского экзамена FCE (First Certificate in English) на получение Международного сертификата Британского Совета, который признаётся университетами и работодателями за границей, а также к сдаче Кембриджского экзамена более высокого уровня CAE (Certificate in Advanced English).
- Студенты, изучающие французский язык, имеют возможность сдать экзамен на диплом I ступени ТПП Парижа (экономический и деловой французский язык),
- Студенты, изучающие немецкий язык, успешно сдают в институте им. Гёте экзамен на получение международного диплома «Немецкий для профессиональной деятельности» и «Экономический немецкий — международный».

### Зарубежные партнёры
- Университет города Хайльбронн (Германия)
- Университет Гренобль Альпы (Франция)
- Школа бизнеса EDHEC (Франция)
- Университет Карла III Мадрида (Испания)
- Монтеррейский институт технологий и высшего образования (ТЕС Monterrey) (Мексика)
- Университет Валенсии (Испания)
- Университет Кадиса (Испания)
- Университет Овьедо (Испания)
- Университет Ровира и Вирхилий (Испания)
- Университет Финис Терраэ] (Чили)
- Университет города Леон (Испания)
- Бизнес-школа NEOMA (Франция)
- Бизнес-школа SKEMA (Франция)
- Университет Лазурного берега (Франция)
- Университет Экс-Марсель (Франция)
- Автономный университет Чапинго (Мексика)
- Университет Боккони (Италия)
- Университет города Бремен (Германия)
- Институт мировой торговли Бернского университета (WTI — World Trade Institute) (Швейцария)
- Штаб-квартира ООН (Швейцария)
- Университет иностранных языков Хангук (Южная Корея)
- Пекинский объединенный университет (ПОУ) (Китай)
- Международная школа бизнеса Пекинского университета иностранных языков (ПУИЯ) (Китай)
- Университет КАЗГЮУ имени М.С. Нарикбаева (Казахстан)

## Рейтинги
2020 год
2 место среди вузов по уровню зарплат выпускников в сфере Юриспруденция, 2020 (hh.ru)
Топ-5 вузов по уровню зарплат выпускников в сфере Экономика и Финансы, 2020 (superjob.ru) 
Топ-3 вузов по качеству приёма абитуриентов по направлению Юриспруденция, 2020 (НИУ ВШЭ) 
Топ-10 вузов по качеству приёма абитуриентов по направлению Экономика и Менеджмент], 2020(НИУ ВШЭ)
29 место в рейтинге вузов России (RAEX), 2020 
42-47 место в рейтинге вузов России (Три миссии университета), 2020 
2021 год
3 место среди вузов по уровню зарплат выпускников в сфере Юриспруденция, 2021 (hh.ru)
4 место среди вузов по уровню зарплат выпускников в сфере Экономика и Финансы, 2021 (superjob.ru) 
29 место в рейтинге вузов России (RAEX), 2021 
Топ-20 вузов с лучшим нетворкингом (Forbes), 2021

## Выпускники ВАВТ Минэкономразвития России
- Алхимов, Владимир Сергеевич — в 1976—1986 годах Председатель Правления Государственного банка СССР, Герой Советского Союза;
- Гордеев, Борис Степанович — заместитель Министра внешней торговли СССР, Герой Социалистического Труда;
- Воробьёв, Андрей Юрьевич — губернатор Московской области с 2012 года
- Манахов, Евгений Фёдорович — Герой Советского Союза
- Лезжов, Иван Иванович — Герой Советского союза
- Максаков, Владимир Николаевич — Герой Советского Союза
- Молодый, Конон Трофимович — советский разведчик-нелегал, преподаватель академии
- Левицкий, Василий Иосифович — Герой Советского Союза
- Брежнев, Юрий Леонидович — советский государственный и партийный деятель, кандидат в члены ЦК КПСС, первый заместитель министра внешней торговли СССР, депутат Верховного Совета. Сын Леонида Ильича Брежнева.
- Ушаков, Александр Кириллович — Герой Советского Союза
- Кисляк, Сергей Иванович — Чрезвычайный и полномочный посол России в США, по совместительству постоянный наблюдатель от России при Организации американских государств в Вашингтоне;
- Фрадков, Михаил Ефимович — директор Службы внешней разведки, в 2004—2007 годах — председатель Правительства РФ;
- Фролов, Евгений Васильевич — советский боксёр, шестикратный чемпион СССР, призёр Олимпийских игр;
- Михневич, Сергей Иванович — доктор экономических наук, Чрезвычайный и Полномочный Посол Республики Беларусь в Арабской Республике Египет в 2003—2008 годах
- Можухов, Алексей Анатольевич - Чрезвычайный и Полномочный Посол Республики Беларусь в Соединенном Королевстве Великобритании и Северной Ирландии в 2002-2006 годах и по совместительству в Республике Ирландия в 2004-2006 годах